# Nanda Rocha
Nanda Rocha, Fernanda Silva Rocha, é cantora, compositora, diretora de videoclipes, produtora musical, administradora e pesquisadora brasileira. Nascida em Campo Formoso, Bahia, e atualmente residente em Petrolina, Pernambuco, destaca-se por unir em seu trabalho a cultura nordestina a influências musicais variadas, como Luiz Gonzaga, João Gilberto, The Beatles, Nena, Adele.

## Formação acadêmica
É graduada em Administração e especialista em Gestão Pública pela Universidade Federal do Vale do São Francisco (UNIVASF); mestre em Desenvolvimento e Gestão Social pela Universidade Federal da Bahia (UFBA). Sua dissertação de mestrado, Os Truká de São Félix: resgatando memórias e construindo o futuro por meio da metodologia RARA, articula-se com a filosofia indígena do “Buen Vivir” ao propor um modelo de desenvolvimento que privilegia a coletividade, a preservação ambiental e o fortalecimento cultural, apresentando-se como alternativa às lógicas de consumo exacerbado e como contribuição aos debates sobre mitigação das mudanças climáticas. O trabalho foi aprovado com distinção e mérito e premiado como a melhor dissertação do Programa de Pós-Graduação em Desenvolvimento e Gestão Social (PPDGS) da UFBA.
Atualmente, Nanda Rocha conclui a graduação em Teatro na UFBA, e também já estudou Música no Instituto Federal do Sertão Pernambucano (IF Sertão-PE), tendo interrompido os estudos para dedicar-se a projetos artísticos e acadêmicos.

## Carreira e estilo
Nanda Rocha desenvolve sua carreira de forma multifacetada, atuando como cantora, compositora, diretora audiovisual e produtora musical. Sua produção combina raízes populares e estética contemporânea, abrangendo obras autorais na música e videoclipes com narrativas visuais marcantes. A artista também participou do curta-metragem "A Menina da Ilha" (2019) tendo criado a canção tema, o argumento, e sendo assistente de direção. 

## Prêmios e indicações
2024 – Vencedora do Prêmio da Música de Pernambuco na categoria Cultura Popular.
2025 – Indicada ao Prêmio da Música de Pernambuco na categoria Melhor Videoclipe (Umbu).
2025 – Vencedora do Prêmio Profissionais da Música (PPM) na categoria Melhor Diretora de Videoclipes, em Brasília. Também foi finalista nas categorias Cantora de Rock, Cantora de Cultura Popular e Videoclipe.
2019 - Melhor argumento pelo curta "A Menina da Ilha" (Festival Cinema no Interior)  

## Legado
Sua trajetória combina expressão artística e atuação acadêmica, ampliando o diálogo entre cultura popular, inovação estética e produção de conhecimento. Tanto na música quanto na pesquisa, Nanda Rocha mantém foco na valorização de identidades, na preservação cultural e na promoção de narrativas do Nordeste no cenário nacional.